# Der bor en ung pige
Der bor en ung pige er et digt af Tove Ditlevsen fra 1955. Digtet er med i digtsamlingen kvindesind.
Der er 8 strofer i digtet, og hver strofe består af 4 vers. Temaet i digtet er ulykkelighed og handler om en ung pige, der drømmer om en god familie. Digtet er lyrisk.
Digtet handler om pigen, der lever ulykkeligt.
| Sprog og litteratur | Spire Denne artikel om litteratur er en spire som bør udbygges. Du er velkommen til at hjælpe Wikipedia ved at udvide den. |